# Томас Томпіон
Томас Томпіон, Ф.Р.С.  (1639-1713) — англійський годинникар і механік, який досі вважається «батьком англійського годинникарства». Робота Томпіона включає в себе деякі з найбільш історично важливих годинників у світі, і може командувати дуже високими цінами, коли видатні приклади з'являються на аукціоні. Меморіальна дошка присвячена будинку, який він розділив на Фліт-стріт у Лондоні зі своїм не менш відомим учнем і наступником Джорджем Гремом.